# Mycalesis meeki
Mycalesis meeki är en fjärilsart som beskrevs av Rothschild 1915. Mycalesis meeki ingår i släktet Mycalesis och familjen praktfjärilar. Inga underarter finns listade i Catalogue of Life.